# 22740 Релей
22740 Релей (22740 Rayleigh) — астероїд головного поясу, відкритий 20 вересня 1998 року.
Тіссеранів параметр щодо Юпітера — 3,145.
Названо на честь англійського фізика лорда Релея (англ. John Strutt, 3rd Baron Rayleigh; 1842—1919).